# اندی شوالر
اندی شوالر (انگلیسی: Andi Schwaller؛ زادهٔ ۸ ژوئیهٔ ۱۹۷۰) ورزشکار کرلینگ اهل سوئیس است.